# Дњипрорудне
Дњипрорудне (укр. Дніпрорудне) град је Украјини у Запорошкој области. Према процени из 2012. у граду је живело 19.617 становника.

## Становништво
Према процени, у граду је 2012. живело 19.617 становника.
| 1979.  | 1989.  | 2001.  | 2012.  |
| ------ | ------ | ------ | ------ |
| 16.997 | 22.773 | 21.054 | 19.617 |